# 山野辺義質
山野辺 義質（やまのべ よしもと）は、江戸時代後期の水戸藩家老。6代藩主徳川治保の甥。

## 生涯
天明元年（1781年）、松平保受（もりつぐ、5代藩主徳川宗翰の七男）の子・友三郎として江戸に生まれる。父・保受は他家に養子入りすることなく天明5年（1785年）に没している。
寛政3年（1791年）、代々家老の山野辺義風が嗣子なく病没したため、藩主徳川治保は、11歳の友三郎を山野辺氏の養子とした。家督相続とともに1万石を与えられる。寛政9年（1797年）に家老となり、従五位下、主水正を称する。家老在任は40年におよび、飢饉や藩の財政悪化、異国船来航など、国内・藩内の情勢の変化が著しかった時期であった。
文政12年（1829年）、8代藩主斉脩が嗣子なく病重篤になるにおよび継嗣問題が起きるが、このとき義質の長男・義観が敬三郎（後の斉昭）擁立派の頭首となったため、斉昭時代に重用されることとなった。義質の娘・直は斉昭の側室となり、義質の孫の義正には斉昭の三女・祝姫が嫁ぎ、重縁の間柄となった。
天保7年（1836年）、隠居して剃髪し常徳斎と号し、隠居料50人扶持を与えられた。天保11年（1840年）、60歳にて助川海防城内に死去した。斉昭より僖子の諡号が与えられた。

## 墓所
- 子義観により助川海防城の北、東平山（日立市高鈴町）に葬られた。日立市指定史跡[1]。

## 参考資料
- 鈴木彰『幕末の日立―助川海防城の全貌』常陸書房、1974年